# Asilus sericans
Asilus sericans là một loài ruồi trong họ Asilidae. Asilus sericans được Walker miêu tả năm 1857. Loài này phân bố ở vùng Tân nhiệt đới.